# Lucas Adams
Lucas Brentley Adams (Sherman, 24 luglio 1993) è un attore statunitense.
È noto per il ruolo di Josh Wilcox in Liv e Maddie e di Tripp Dalton Johnson in Il tempo della nostra vita.

## Biografia
Adams è nato il 24 luglio 1993 a Sherman (Texas), dai suoi genitori Brent e Shari Adams. La famiglia si trasferì a Bells (Texas), quando Lucas aveva solo due anni. Adams ha due sorelle maggiori, Audrie e Brittnie. Quando la scuola non gli offrì ciò che voleva, Adams ottenne la benedizione dei suoi genitori per dedicarsi alla recitazione e si trasferì a Los Angeles dove risiedeva sua sorella Brittnie.

### Vita privata
Mentre lavorava sul set di Liv e Maddie nell'ottobre 2015, Adams ha incontrato la sua ragazza, Shelby Wulfert. La coppia si è fidanzata nel luglio 2021. Si sono sposati il 15 ottobre 2022 nella tenuta di Chateau Hiddenwood a Waxahachie, nel Texas. Ha un cane chiamato Lando Auditore che prende il nome da Lando Calrissian di Star Wars e Ezio Auditore da Firenze del videogioco Assassin's Creed.

### Carriera
Circa tre mesi dopo essersi trasferito a Los Angeles, Adams ha realizzato uno spot pubblicitario per la Toyota Tundra che lo ha aiutato a pagare le bollette per un po'. Il suo primo ruolo da protagonista è stato in una puntata di Febbre d'amore nel 2012. Adams è poi apparso come guest star in episodi di Dexter, Grimm, School of Rock e Recovery Road. Nel 2014, Adams è apparso nel ruolo di Lou nell'ultima stagione di True Blood. Nel 2015 è apparso nel ruolo ricorrente di Josh Wilcox nella sitcom Liv e Maddie. La svolta nella sua carriera arriva quando nel 2016 si è unito al cast di Il tempo della nostra vita nel ruolo di Tripp Dalton. Adams ha lasciato la soap nel 2019. È stato poi scelto accanto alla co-protagonista di Days, Paige Searcy, nel film per la televisione, Dove è mia figlia. Nel febbraio 2020 Adams è apparso nell'ultima puntata della serie di film American Pie, American Pie Presents: Girls' Rules. Adams è tornato poi a Il tempo della nostra vita nel 2020, nel ruolo di Tripp Dalton, ruolo che ricopre fino al 2024.

## Filmografia

### Cinema
- Closer to God: Jessica's Journey, regia di Jenn Page (2012)
- Red Wing, regia di Will Wallace (2013)
- 10050 Cielo Drive (Wolves at the Door), regia di John R. Leonetti (2016)
- Urban Myths, regia di Kim Marie (2017)
- Confessional, regia di Brad T. Gottfred (2019)
- American Pie Presents: Girls' Rules, regia di Mike Elliott (2020)

### Televisione
- Febbre d'amore (The Young and the Restless) – serial TV, 1 puntata (2012)
- A Halloween Puppy, regia di David DeCoteau – film TV (2012)
- Dexter – serie TV, episodio 7x11 (2012)
- Victorious – serie TV, 1 episodio (2013)
- Suburgatory – serie TV, episodio 2x13 (2013)
- Madden Girl – miniserie TV, episodio 4 (2013)
- True Blood – serie TV, episodi 7x01-7x02-7x03 (2014)
- Grimm – serie TV, episodio 4x14 (2015)
- Liv e Maddie (Liv and Maddie) – serie TV, 12 episodi (2015-2017)
- Recovery Road – serie TV, episodio 1x02 (2016)
- School of Rock – serie TV, episodio 1x10 (2016)
- I Thunderman – serie TV, episodio 3x20 (2016)
- Those Who Can't – serie TV, episodi 2x08-3x02-3x09 (2016-2019)
- Il tempo della nostra vita – serial TV, 421 puntate (2017-2024)
- Little Princesses – serie TV, episodio 1x18 (2017)
- Betch – serie TV, episodio 4x07 (2019)
- Dov'è mia figlia? (Kidnapped by a Classmate), regia di Ben Meyerson – film TV (2020)
- Days of Our Lives: Beyond Salem – miniserie TV, 5 episodi (2022)

#### Videogiochi
- Battlefield 1 (2016)

## Doppiatori italiani
- Alberto Sette in Battlefield 1 [1]